# Dobrinje (Servië)
Dobrinje (Servisch cyrillisch Добриње) is een plaats in de Servische gemeente Tutin. De plaats telt 101 inwoners (2002).